# Gabriel Strefezza
Gabriel Tadeu Strefezza Rebelato, né le 18 avril 1997 à São Paulo, est un footballeur brésilien qui évolue au poste d'ailier droit à l'Olympiakós.

## Biographie

### Débuts et formation
Formé au sein du centre de formation du SC Corinthians, il est écarté en 6 par Palerme et la Lazio en raison de sa petite taille, avant d’être recruté par la SPAL, qui l’intègre à son équipe Primavera, où il s’illustre en 2016-2017. Il fait ses débuts en équipe première le 31 mars 2017, en jouant les dernières minutes d’un match de Serie B perdu 1-0 contre l'US Avellino. Le 1er mai 2017, il signe son premier contrat professionnel avec le club de Ferrare.

### Prêts et retour à la SPAL
Le 10 juillet 2017, il est prêté pour une saison à la Juve Stabia, alors en Serie C. En juillet 2018, il rejoint, à nouveau en prêt, l'US Cremonese en Serie B. Sous les couleurs de Cremonese, il dispute 24 matchs au total et inscrit son unique but en championnat le 31 août 2018 lors d’un match nul 2-2 à l’extérieur contre Palerme.
De retour à la SPAL, il intègre l’effectif professionnel pour la saison 2019-2020, sur demande de l’entraîneur Leonardo Semplici. Il découvre la Serie A le 15 septembre 2019, remplaçant Arkadiusz Reca en seconde période lors d’une victoire 2-1 à domicile contre la Lazio, et contribuant au retournement du score. Le lendemain, il prolonge son contrat avec le club jusqu’en juin 2022. Titulaire par la suite, il marque son premier but en Serie A le 21 décembre 2019, lors d’un succès 2-1 à l’extérieur contre le Torino FC. Relégué au terme de la saison 2019-2020, il reste avec la SPAL lors de la saison suivante en Serie B.

### US Lecce et prêt à Côme
Le 12 août 2021, Strefezza est cédé pour 550 000 euros à l'US Lecce, avec un contrat de quatre ans et une année supplémentaire en option. Le 21 septembre suivant, il inscrit son premier but sous ses nouvelles couleurs lors d’une victoire 3-0 à Crotone. Avec 14 réalisations, il participe au titre de champion de Serie B 2021-2022 et à la montée de Lecce en première division. La saison suivante en Serie A, il marque 8 buts, s’imposant comme l’un des meilleurs joueurs de l’équipe. À l’été 2023, il est nommé capitaine.
Le 29 janvier 2024, après six mois en demi-teinte, il est prêté avec obligation d’achat au Como 1907, signant un contrat de trois ans et demi,. Dès son premier match le 3 février, il marque le but victorieux lors d’un succès 0-1 à Ternana, et contribue ensuite avec deux nouveaux buts à la promotion des Lariani en Serie A. À présent sous contart avec Como, il retrouve le chemin des filets en première division le 24 septembre 2024, lors d’une victoire 3-2 à l’extérieur contre l’Atalanta Bergame.

## Statistiques
| Saison                | Club                  | Championnat           | Championnat | Championnat | Championnat | Coupe(s) nationale(s) | Coupe(s) nationale(s) | Coupe(s) nationale(s) | Autres | Autres | Autres | Total | Total | Total |
| Saison                | Club                  | Division              | M.          | B.          | P.d.        | M.                    | B.                    | P.d.                  | M.     | B.     | P.d.   | M.    | B.    | P.d.  |
| 2016-2017             | SPAL (prêt)           | Serie B               | 1           | 0           | 0           | 0                     | 0                     | 0                     | -      | -      | -      | 1     | 0     | 0     |
| 2019-2020             | SPAL (prêt)           | Serie A               | 32          | 1           | 2           | 1                     | 0                     | 0                     | -      | -      | -      | 33    | 1     | 2     |
| 2020-2021             | SPAL (prêt)           | Serie B               | 29          | 4           | 0           | 2                     | 0                     | 0                     | -      | -      | -      | 31    | 4     | 0     |
| Sous-total            | Sous-total            | Sous-total            | 62          | 5           | 6           | 3                     | 0                     | 0                     | -      | -      | -      | 65    | 5     | 6     |
| 2017-2018             | SS Juve Stabia (prêt) | Serie C               | 35          | 3           | 4           | 2                     | 1                     | 0                     | 1      | 0      | 0      | 38    | 4     | 4     |
| 2018-2019             | US Cremonese (prêt)   | Serie B               | 23          | 1           | 0           | 1                     | 0                     | 0                     | -      | -      | -      | 24    | 1     | 0     |
| 2021-2022             | US Lecce              | Serie B               | 35          | 14          | 6           | 1                     | 0                     | 0                     | -      | -      | -      | 36    | 14    | 6     |
| 2022-2023             | US Lecce              | Serie A               | 35          | 8           | 4           | 1                     | 1                     | 0                     | -      | -      | -      | 36    | 9     | 4     |
| 2023-2024             | US Lecce              | Serie A               | 19          | 1           | 0           | 2                     | 1                     | 0                     | -      | -      | -      | 21    | 2     | 0     |
| Sous-total            | Sous-total            | Sous-total            | 89          | 23          | 10          | 4                     | 2                     | 0                     | -      | -      | -      | 93    | 25    | 10    |
| 2023-2024             | Como 1907 (prêt)      | Serie B               | 15          | 3           | 2           | 0                     | 0                     | 0                     | -      | -      | -      | 15    | 3     | 2     |
| 2024-2025             | Como 1907             | Serie A               | 37          | 6           | 4           | 1                     | 0                     | 1                     | -      | -      | -      | 38    | 6     | 5     |
| Sous-total            | Sous-total            | Sous-total            | 52          | 9           | 6           | 1                     | 0                     | 1                     | -      | -      | -      | 53    | 9     | 7     |
| Total sur la carrière | Total sur la carrière | Total sur la carrière | 261         | 41          | 26          | 11                    | 3                     | 1                     | 1      | 0      | 0      | 273   | 44    | 27    |

## Palmarès
| SPAL - Championnat d'Italie D2 - Champion : 2016-2017 |  | US Lecce - Championnat d'Italie D2 - Champion : 2021-2022 |  | Como 1907 - Championnat d'Italie D2 - Vice-champion : 2023-2024 |